# غاو سوختة (قلعة خواجة)
غاو سوختة (بالفارسية: گاوسوخته) هي منطقة سكنية تقع في إيران في قسم قلعة خواجة الريفي. يقدر عدد سكانها بـ 41 نسمة بحسب إحصاء 2016.